# Linda Dielemans
Linda Dielemans (Breda, 8 april 1981) is een Nederlands archeoloog en kinderboekenschrijfster. Ze staat bekend om haar historische boeken voor jongeren, waarin ze archeologische kennis combineert met verhalende elementen.

## Biografie
Dielemans studeerde hobo aan het Utrechts Conservatorium voordat ze archeologie ging studeren aan de Universiteit Leiden. In 2006 behaalde ze haar bachelordiploma met als specialisatie Europese Prehistorie. Na haar afstuderen ging ze aan de slag als veldarcheoloog bij de gemeente Utrecht. Ze combineerde dat werk met het schrijven van boeken. In 2017 nam ze ontslag om zich volledig op het schrijfwerk te kunnen richten.
In 2013 debuteerde zij als auteur met Zomerwoud. Sindsdien schreef zij meerdere jeugdboeken. Voor haar boeken ontving Dielemans diverse onderscheidingen. Schaduw van de leeuw won de Senaatsprijs van de Nederlandse Kinderjury en de Archeon Jonge Beckmanprijs. Brons werd bekroond met een Vlag en Wimpel en werd genomineerd voor de Woutertje Pieterse Prijs.
Verder is Dielemans actief als tekstschrijver en inhoudelijk ontwikkelaar. Ze ontwikkelt onder meer verhalen en educatief materiaal voor musea en archeologische projecten.